# Morning Glories
Morning Glories es una serie de cómics escrita por Nick Spencer e ilustrada por Joe Eisma publicada por Image Comics entre agosto de 2010 y julio de 2016.
Las tramas de la serie quedan sin resolver en el número 50. En 2018, el dibujante principal, Joe Eisma, publicó que no habría número 51, si no un nuevo arco argumental llamado "Summer Vacation" que sería un nuevo número uno.

## Argumento
Descrita por su escritor Nick Spencer como si "Runaways conoce a Lost," la historia trata sobre el internado privado para adolescentes "Morning Glory Academy", que a pesar de su prestigiosa fama, está envuelto en asesinatos, tortura a estudiantes y fenómenos ocultos y sobrenaturales.  
Los protagonistan son seis adolescentes nuevos en la escuela. Al llegar, el mundo, incluidos sus padres, olvidan de su existencia y ellos tratan de sobrevivir a la escuela y los despiadados profesores.
La serie utiliza una narrativa no lineal, con flashbacks y flash-forwards. Los temas recurrentes más destacados incluyen religión, filosofía, ciencia, identidad, poder, muerte y autoritarismo. La serie también incluye elementos de ciencia ficción, principalmente viajes en el tiempo.

## Trayectoria editorial
Spencer señala que Morning Glories se lanzó como una serie planificada de unos 100 números y un final establecido. Cuando empezó la obra declaró que el final "demostrará completamente que sabíamos lo que estábamos haciendo desde el principio".
La serie tuvo éxito comercial desde su inicio, con cuatro impresiones del primer número, así como éxito entre la crítica, con IGN llamando al primer número "uno de los más fascinantes ... en la memoria reciente" y señalando que Spencer está "determinado a hacer que el resto del mundo del cómic se levante y tome nota".
Los primeros 50 números se dividen en dos "temporadas". Se esperaba que la tercera temporada, titulada Summer Vacation, se lanzara en el invierno de 2016 o principios de 2017. Aunque es una continuación de la historia, está previsto que Summer Vacation se lance como un nuevo número uno.
En España, Panini publicó los tres primeros libros (TPB) entre 2012 y 2013, que recopilan los 19 primeros números de la colección.

## Colecciones
La serie ha sido recogida en libros (TPB).
| #  | Título                                     | Fecha de publicación | Páginas | Números recogidos      | Precio de cubierta | ISBN               |
| -- | ------------------------------------------ | -------------------- | ------- | ---------------------- | ------------------ | ------------------ |
| 1  | Morning Glories Vol 1: For a Better Future | marzo de 2011        | 192     | Morning Glories #1-6   | 9.99$              | ISBN 1-60706-307-7 |
| 2  | Morning Glories Vol 2: All Will Be Free    | agosto de 2011       | 168     | Morning Glories #7–12  | 12.99$             | ISBN 1-60706-407-3 |
| 3  | Morning Glories Vol 3: P.E.                | junio de 2012        | 240     | Morning Glories #13–19 | 14.99$             | ISBN 1-60706-558-4 |
| 4  | Morning Glories Vol 4: Truants             | abril de 2013        | 216     | Morning Glories #20-25 | 14.99$             | ISBN 1-60706-727-7 |
| 5  | Morning Glories Vol 5: Tests               | septiembre de 2013   | 136     | Morning Glories #26-29 | 12.99$             | ISBN 1-60706-774-9 |
| 6  | Morning Glories Vol 6: Demerits            | diciembre de 2013    | 144     | Morning Glories #30-34 | 14.99$             | ISBN 1-60706-823-0 |
| 7  | Morning Glories Vol 7: Honors              | junio de 2014        | 124     | Morning Glories #35-38 | 12.99$             | ISBN 1-60706-943-1 |
| 8  | Morning Glories Vol 8: Rivals              | marzo de 2015        | 120     | Morning Glories #39-42 | 12.99$             | ISBN 1-63215-140-5 |
| 9  | Morning Glories Vol 9: Assembly            | noviembre de 2015    | 104     | Morning Glories #43-46 | 12.99$             | ISBN 1-63215-560-5 |
| 10 | Morning Glories Vol 10: Expulsion          | agosto de 2016       | 136     | Morning Glories #47-50 | 14.99$             | ISBN 1-63215-732-2 |

En España fue publicada en libros (TPB).
| # | Título                                               | Fecha de publicación | Páginas | Números recogidos     | Precio de cubierta | ISBN                   |
| - | ---------------------------------------------------- | -------------------- | ------- | --------------------- | ------------------ | ---------------------- |
| 1 | Morning Glories 1: Por un futuro mejor               | abril de 2012        | 192     | Morning Glories #1-6  | 18€                | ISBN 978-84-9885-927-0 |
| 2 | Morning Glories 2: Todos serán libres                | octubre de 2012      | 192     | Morning Glories #7–12 | 18€                | ISBN 978-84-9024-185-1 |
| 3 | Morning Glories 3: Instituto prisión (primera parte) | abril de 2013        | 104     |                       | 13€                | ISBN 978-84-9024-368-8 |